# Вудман, Фредерик
Фредерик «Фредди» Джон Вудман (англ. Frederick John Woodman; род. 4 марта 1997, Кройдон, Большой Лондон) — английский футболист, вратарь клуба «Ливерпуль».

## Клубная карьера
Фредди является воспитанником академии клуба «Кристал Пэлас». В 2013 году голкипер присоединился к юношеской команде «Ньюкасл Юнайтед». В 2014 году он был арендован клубом «Хартлпул Юнайтед», но не стал там основным вратарём и вскоре был отозван. В 2015 году Фредди отправился на правах аренды в «Кроли Таун» и принял участие в одиннадцати матчах чемпионата, в которых пропустил семнадцать голов. В 2017 году игрок провёл остаток сезона 2016/17 в аренде в шотландском клубе «Килмарнок», где пропустил шестнадцать голов в пятнадцати встречах.

## Карьера в сборной
Фредди прошёл через все юношеские сборные Англии, отыграв за них в общей сложности сорок встреч. В составе юношеской сборной Англии до 17 лет он становился победителем юношеского чемпионата Европы. В 2017 году он был включён в состав «молодёжки» на молодёжный чемпионат мира. На турнире Фредди был основным голкипером сборной. Англичане выиграли этот турнир.

## Достижения
- Чемпион Европы (до 17 лет): 2014
- Чемпион мира (мол.): 2017

## Личная жизнь
Отец Фредди, Энди Вудман — бывший футболист, вратарь, выступал в низших английских дивизионах. После завершения карьеры занялся тренерской работой.